# World of Warcraft: Legion
World of Warcraft: Legion é o sexto pacote de expansão do jogo World of Warcraft, desenvolvido e distribuído pela Blizzard Entertainment. Foi anunciado em 6 de agosto de 2015 na Gamescom 2015.
A expansão elevou o nível de 100 para 110, trouxe novas armas artefato para as especialidades de cada classe, incluiu um novo continente em Azeroth chamado Ilhas Partidas e apresentou a nova classe heróica Caçador de Demônios que começa no nível 98. Inicialmente incluiu dez masmorras e duas raids.

## Inclusões no jogo
- Nova Classe - Caçador de Demônios: Os Caçadores de Demônios, discípulos de Illidan Tempesfúria, representam um legado sombrio que amedronta tanto os inimigos quanto os aliados. Os Illidari utilizam magia caótica e vil — energias que há muito ameaçam o mundo de Azeroth — pois creem que ela é essencial para derrotar a Legião Ardente. Ao usar os poderes dos demônios que matam, os caçadores desenvolvem características demoníacas que incutem temor e desprezo nos outros elfos. Os Caçadores de Demônios desprezam as armaduras pesadas e preferem a velocidade, aproximando-se rapidamente para cortar inimigos com armas de uma mão. Mas os Illidari também precisam usar essa agilidade de forma defensiva para que as batalhas terminem a seu favor.
- Artefatos Lendários: Crie um vínculo forjado em batalha com seu próprio Artefato — uma arma específica de classe que se transforma e cresce em poder à medida que você enfrenta a Legião. Personalize seu Artefato com especializações personalizadas, melhorando-o — ou pervertendo-o — de acordo com seu personagem.
- Nova área - Ilhas Partidas: as Ilhas Partidas é o epicentro da invasão demoníaca e uma terra repleta de antigas maravilhas. Explore florestas verdejantes, colossais cordilheiras e cidades noctiélficas mais antigas que a civilização humana. Mas perigos nativos também espreitam por lá: sátiros perversos, drogbar selvagens e Kvaldir amaldiçoados vagueiam pelas ilhas junto com o exército da Legião.
- Salão da Ordem: é um local de grande poder vinculado à causa e à classe do seu personagem. Lidere os membros da sua classe para que realizem missões para você e ajudem na defesa contra a aniquilação iminente.
- Sistema de Honra: Domine a facção inimiga nas Arenas e Campos de Batalha para progredir no novo Sistema de Honra. Desbloqueie habilidades específicas do JxJ que oferecem novas possibilidades táticas e concedem títulos e recompensas de prestígio.

## Atualizações
- Sombras de Argus (Patch 7.3): Esta atualização foca na fonte do poder da Legião, permitindo que os heróis de Azeroth detenham de uma vez por todas a Legião Ardente. Novas áreas poderão ser exploradas (Krokuun, Mac'Aree e Ermos Antoranos) e selar os pontos de invasão da Legião em outros mundos. Dois heróis do passado de Azeroth retornam para auxiliar na luta: Alleria Correventos e Turalyon, trazendo o Exercito da Luz, um grupo de guerreiros perdidos dedicados a combater a Legião.
- Tumba de Sargeras (Patch 7.2)